# Atletisme als Jocs Olímpics d'Estiu de 1908 - salt de llargada aturat masculí
Els  salt de llargada aturat masculí va ser una de les sis proves de salts que es disputaren durant els Jocs Olímpics de Londres de 1908. La prova es va disputar el 20 de juliol de 1908 amb la participació de 25 atletes procedents d'onze nacions diferents.

## Medallistes
| Or             | Plata                             | Bronze                |
| Ray Ewry (USA) | Konstandinos Tsiklitiras (Grècia) | Martin Sheridan (USA) |

## Rècords
Aquests eren els rècords del món i olímpic que hi havia abans de la celebració dels Jocs Olímpics de 1908.
| Rècord del Món | 3m 47cm | Ray Ewry | St. Louis (USA) | 3 de setembre de 1904 |
| Rècord Olímpic | 3m 47cm | Ray Ewry | St. Louis (USA) | 3 de setembre de 1904 |

## Resultats
| Pos. | Atleta                            | Distància    |
| ---- | --------------------------------- | ------------ |
| 1    | Ray Ewry (USA)                    | 3.33 metres  |
| 2    | Konstandinos Tsiklitiras (Grècia) | 3.235 metres |
| 3    | Martin Sheridan (USA)             | 3.23 metres  |
| 4    | John Biller (USA)                 | 3.21 metres  |
| 5    | Ragnar Ekberg (SWE)               | 3.19 metres  |
| 6    | Platt Adams (USA)                 | 3.11 metres  |
| 6    | Frank Holmes (USA)                | 3.11 metres  |
| 8-25 | Tim Ahearne (GBR)                 | Desconegut   |
| 8-25 | George Barber (CAN)               | Desconegut   |
| 8-25 | Wilfred Bleaden (GBR)             | Desconegut   |
| 8-25 | Lionel Cornish (GBR)              | Desconegut   |
| 8-25 | Léon Dupont (BEL)                 | Desconegut   |
| 8-25 | Bram Evers (NED)                  | Desconegut   |
| 8-25 | Walter Henderson (GBR)            | Desconegut   |
| 8-25 | Jacobus Hoogveld (NED)            | Desconegut   |
| 8-25 | Frank Irons (USA)                 | Desconegut   |
| 8-25 | Jarl Jakobsson (FIN)              | Desconegut   |
| 8-25 | Henri Jardin (FRA)                | Desconegut   |
| 8-25 | Frederick Kitching (GBR)          | Desconegut   |
| 8-25 | Evert Koops (NED)                 | Desconegut   |
| 8-25 | Svend Langkjær (DEN)              | Desconegut   |
| 8-25 | Arthur Mallwitz (GER)             | Desconegut   |
| 8-25 | Alfred Motte (FRA)                | Desconegut   |
| 8-25 | Sigmund Muenz (USA)               | Desconegut   |
| 8-25 | Lancelot Stafford (GBR)           | Desconegut   |